# Escape from the Planet of the Robot Monsters
Escape from the Planet of the Robot Monsters è un videogioco arcade sparatutto sviluppato dalla Atari Games nel 1989. Il videogioco è vagamente ispirato ai film di fantascienza di serie B degli anni cinquanta e ha un aspetto parodistico, stile fumetto. È stato in seguito convertito per numerosi computer dell'epoca.

## Trama
Secondo l'introduzione del videogioco, Planet X è un piccolo pianeta artificiale, la cui caratteristica principale è quella di essere la sede dei laboratori in cui lavora lo staff di scienziati della prosperosa e geniale dottoressa Sarah Bellum. Malvagi alieni chiamati Reptilons hanno però invaso il pianeta e catturato gli umani, costringendoli a lavorare come schiavi per costruire degli eserciti robotici, con i quali intendono attaccare la Terra.
I due eroi Jake e Duke si introducono sul pianeta X armati di pistole laser e combattono orde di robot per liberare gli ostaggi e infine la dottoressa.

## Modalità di gioco
Escape From The Planet Of The Robot Monsters è un videogioco per uno o a due giocatori in cooperazione, che si svolge nelle strutture scientifiche e industriali del pianeta X. L'ambiente è mostrato attraverso una prospettiva isometrica con scorrimento multidirezionale ed è formato da percorsi intricati su piattaforme piastrellate, a diverse altitudini.
Lungo la strada, il giocatore deve farsi strada sparando ai robot in una serie di livelli simili a dei labirinti, e liberando (toccandoli) gli ostaggi umani che incontrerà durante il percorso. I protagonisti possono muoversi e sparare raggi laser in tutte le direzioni, usare una scorta limitata di bombe e accovacciarsi, mossa necessaria anche per poter sparare rasoterra e colpire alcuni dei robot più piccoli.
È possibile attivare ascensori e scale mobili tramite delle leve, per poter avere accesso a nuove aree di gioco. Inoltre è possibile raccogliere delle gemme per incrementare la potenza della propria arma, e del cibo per ricaricare la propria energia. Anche liberando un certo numero di ostaggi si ottiene dell'energia. Sparando ai vari macchinari da laboratorio e distruggendoli si ottengono bonus.
Alcuni dei livelli sono scontri con uno dei Reptilon, che fanno la parte dei boss.
Altri livelli sono sequenze bonus a scorrimento diagonale, in cui il giocatore controlla una piccola astronave e deve navigare in un labirinto di corridoi.

## Hardware
La versione arcade fa uso di un sintetizzatore vocale Texas Instruments TMS5220 a 650,727 kHz.
Il joystick usato da ciascun giocatore è ad effetto Hall, una forma di joystick analogico. Questo consente al giocatore di muoversi in 16 direzioni (ognuna di 22,5°) invece dei 45° consentiti dal tradizionale joystick a 8 direzioni. Ci sono anche 3 pulsanti usati per sparare, abbassarsi e saltare.